# Saint-Crépin-de-Richemont
Saint-Crépin-de-Richemont è un comune francese di 227 abitanti situato nel dipartimento della Dordogna nella regione della Nuova Aquitania.

## Società

### Evoluzione demografica
Abitanti censiti